# Nützlicher Idiot
Der Ausdruck nützlicher Idiot bezeichnet eine Person, die für Zwecke, die dieser nicht bewusst sind, als Handlanger oder unwissender Helfer missbraucht wird oder deren selbständiges Handeln dieser zugedachten Rolle entspricht, beispielsweise Propagandazwecken dienend. Solche Personen werden auch Marionetten (und die Täter daran anknüpfend Drahtzieher oder Strippenzieher) genannt, der Missbrauch selbst Instrumentalisierung.

## Begriffsgeschichte
Die Annahme, Lenin habe damit westliche Intellektuelle beschrieben, die sich von der Sowjetunion für ihre Propaganda vereinnahmen ließen, konnte nicht belegt werden. Lenin soll mit „nützliche Idioten“ auch die Kommunarden am Monte Verità kategorisiert haben; andere Quellen nennen als Urheber Karl Radek.
Seit dem Zweiten Weltkrieg hat sich der Begriff weltweit verbreitet. In vielen Fällen beschreibt er auch heute Mittel der sowjetischen beziehungsweise russischen Außenpolitik. In einer zweiteiligen Radio-Dokumentation der BBC aus dem Jahr 2010 beschrieb der Journalist John Sweeney die Autoren H. G. Wells, Doris Lessing, George Bernard Shaw und Walter Duranty sowie den Sänger Paul Robeson als „nützliche Idioten“.
Daneben finden sich Beispiele von anderen autoritären Regimen wie Nordkorea und Libyen.

## Aktuelle Verwendung
Im Zusammenhang mit der völkerrechtswidrigen Annexion der Krim durch Russland und dem russischen Krieg in der Ukraine seit 2014 finden sich in internationalen Leitmedien zahlreiche Beispiele für die Verwendung des Begriffs. Er beschreibt hierbei zumeist den betont herzlichen Kontakt zwischen der russischen Regierung unter Wladimir Putin und verschiedenen internationalen Persönlichkeiten.
Auch im deutschsprachigen Raum wurde der Begriff verwendet. Der Vorwurf lautet zumeist, dass die so bezeichneten Personen jeweils wegen partikulärer Einzelinteressen die Nähe zu Moskau suchen würden und dafür im Gegenzug vom Kreml für innen- und außenpolitische Zwecke vereinnahmt würden, deren Zusammenhänge sie nicht in Gänze verstünden.
Nach der Wahl von Donald Trump zum US-Präsidenten im Jahr 2016 wurde dieser vom ehemaligen Chef der CIA, Michael Hayden, als „Putins nützlicher Idiot“ bezeichnet. Dieselbe Bezeichnung verwendeten auch die ehemalige US-Außenministerin Madeleine Albright, die Washington Post und im weiteren Verlauf von Trumps erster Amtszeit auch Alan Posener in Die Welt. Im 2025 frage Jimmy Kimmel die Künstliche Intelligenz von Elon Musk, Grok nach der Unabhängigkeit Trumps von Russland; laut KI gebe es zwar keine Beweise für eine Kontrolle Trumps durch Russland, aber sein Verhalten und die Indizien entsprächen dem Szenario des nützlichen Idioten („No smoking gun proves direct control but the „useful idiot“ scenario … fits the evidence“)

## Außerhalb des Russland-Zusammenhangs
Die deutsche Historikerin Karina Urbach beschrieb, wie die Hohenzollern von den Nationalsozialisten als nützliche Idioten wahrgenommen wurden.
Der österreichische Schriftsteller Walter Wippersberg beschrieb in dem 1999 erschienenen Kriminalroman Ein nützlicher Idiot, „wie sich eine rechtspopulistische Bewegung clever von ihren braunen Rändern säubert, um […] erfolgreich Richtung Mitte zu streben“.